# Нестерпні леді
«Нестерпні леді» (калька з російської назви; англ. Mother's Day, буквально День матері) — американський комедійний фільм, знятий Гаррі Маршаллом. Прем'єра стрічки в Україні відбулась 28 квітня 2016 року. Фільм складається з декількох новел, які розповідають про життя мам напередодні Дня матері.

## У ролях
- Дженніфер Еністон — Сенді Ньюхауз
- Джулія Робертс — Міранда Коллінз
- Кейт Гадсон — Джессі
- Джейсон Судейкіс — Бредлі Бартон
- Тімоті Оліфант — Генрі
- Шей Мітчелл — Тіна
- Брітт Робертсон — Крістін
- Джек Вайтхолл — Зак Зімм
- Гектор Елізондо — Рамон Наварро
- Марго Мартіндейл — Флоренс
- Сара Чок — Габі
- Аасіф Мандві — Рассел
- Джон Ловітц — Веллі Берн
- Дженніфер Гарнер — Дана Бартон
- Ліза Робертс Гіллан — Бетті

## Виробництво
Зйомки фільму почались 18 серпня 2015 року в Атланті.